# Missy Monroe
Missy Monroe (Las Vegas, Nevada; 22 de agosto de 1984) es el nombre artístico de una actriz pornográfica estadounidense.
En el año 2006 debutó como directora con la película Missy Monroe's Big Tit Whores.

## Premios
- 2004 – Premios XRCO – Mejor Escena de Sexo Grupal (Baker's Dozen  # 2)[2]